# Éoliphone

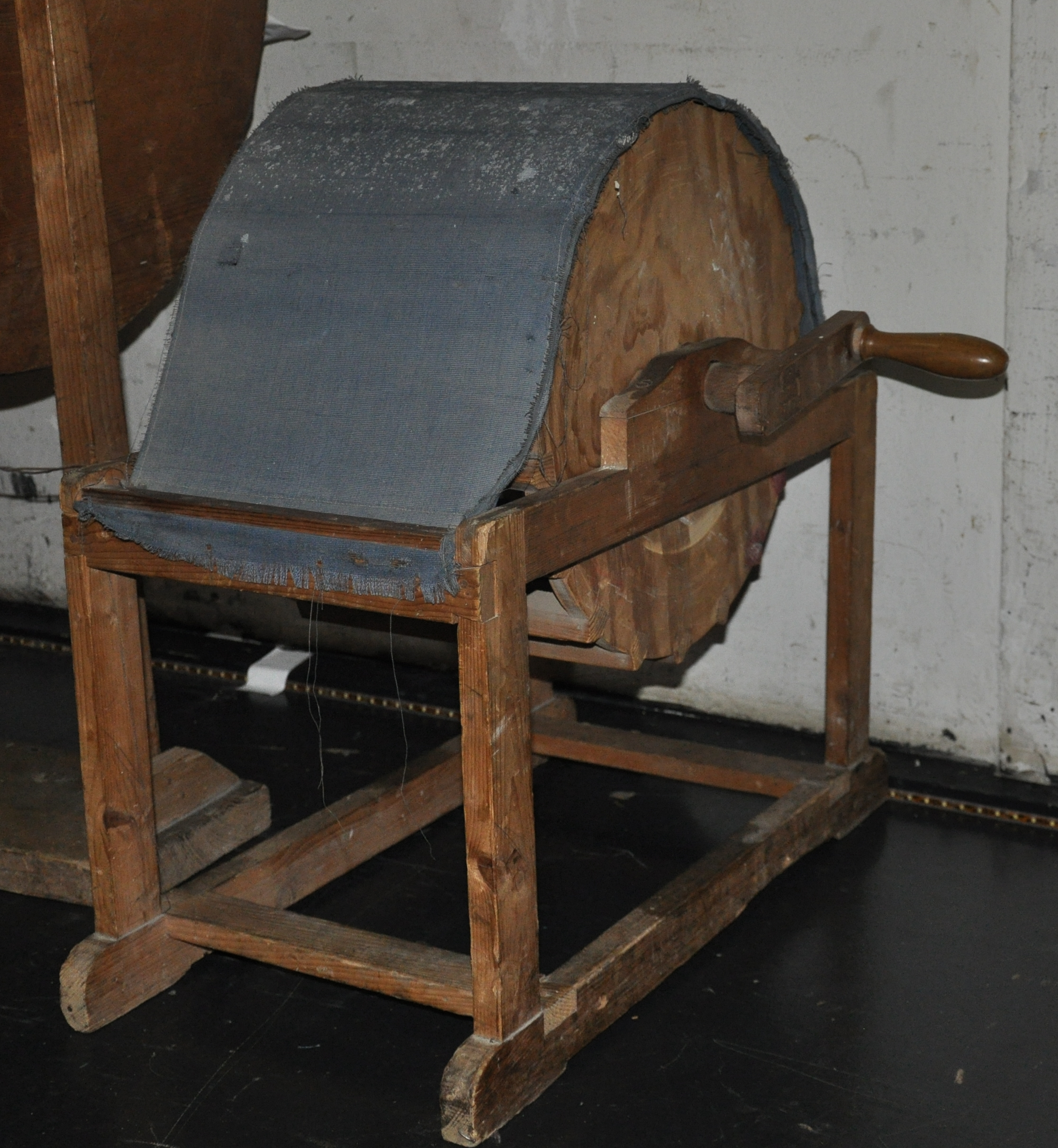
Machine à vent au Konzerthaus de Ravensburg, Allemagne.

L’éoliphone ou héliophone, plus couramment appelé machine à vent, est un outil utilisé dans la musique et les opéras dès le XVIIe siècle pour reproduire le son du vent.
L'éoliphone se présente sous la forme d'un large cercle de métal ou de bois sur lequel est tendu un drap que l'on frotte plus ou moins vivement d'un geste circulaire.
On en trouve un emploi fréquent dans les tragédies lyriques de Lully, dans les orchestrations opulentes de Maurice Ravel (L'Enfant et les Sortilèges, Daphnis et Chloé), de Richard Strauss (Une Symphonie alpestre) et d'Olivier Messiaen (Des canyons aux étoiles...) ou dans des orchestrations à effets expressionnistes comme « l'interprétation composée » de Hans Zender pour Voyage d'hiver de Franz Schubert.
L'éoliphone peut facilement être remplacé en frottant une brosse de chiendent sur une grosse caisse.

## Œuvres de musique classique employant l'éoliphone
- Benjamin Britten : Noye's Fludde
- Franco Cesarini : Poema alpestre
- Jerry Goldsmith : The Blue Max
- Ferde Grofé : Grand Canyon Suite
- György Ligeti : Le Grand Macabre
- Marin Marais : Alcyone (Tempête)
- Olivier Messiaen : Des canyons aux étoiles..., Saint François d'Assise et Éclairs sur l'Au-Delà...
- Wolfgang Amadeus Mozart : Don Giovanni
- Giacomo Puccini : La Fanciulla del West
- Jean-Philippe Rameau : Les Boréades, Les Indes galantes
- Maurice Ravel : Daphnis et Chloé, L'Enfant et les Sortilèges
- Gioachino Rossini : Le Barbier de Séville
- Richard Strauss : Don Quichotte, Eine Alpensinfonie, Hélène d'Égypte, Die Frau ohne Schatten
- Michael Tippett : Symphonie n°4
- Richard Wagner : Der fliegende Holländer
- Ralph Vaughan Williams : Sinfonia antartica
- Walter Braunfels : Die Vögel
- Jacques Offenbach : Le Voyage dans la lune (1875)
- Hans Zender : « interprétation composée » du Voyage d'hiver de Franz Schubert (1993)